# David Durenberger
David Durenberger (St. Cloud, 1934. augusztus 19. – Saint Paul, 2023. január 31.) az Amerikai Egyesült Államok szenátora (Minnesota, 1978–1995).

## Élete
1978. november 8. és 1995. január 3. között az Egyesült Államok Szenátusának republikánus tagja volt Minnesotából.
A 2016-os elnökválasztáson Hillary Clinton volt külügyminisztert támogatta.